# Full Alert
Pour plus de détails, voir Fiche technique et Distribution.
Full Alert (高度戒備, Gāodù jièbèi) est un film hongkongais réalisé par Ringo Lam, sorti le 18 juillet 1997.

## Synopsis
Un flic met la main sur un meurtrier. Petit à petit, il acquiert la conviction que le meurtre commis par cet homme n'est que la première étape d'une opération de plus grande envergure.

## Fiche technique
- Titre : Full Alert
- Titre original : 高度戒備, Gāodù jièbèi
- Réalisation : Ringo Lam
- Scénario : Ringo Lam et Lau Wing-kin
- Production : Li Kuo-hsing et Ringo Lam
- Musique : Peter Kam
- Photographie : Ardy Lam et Wah Lam-kwok
- Montage : Angie Lam et Marco Mak
- Pays d'origine : Hong Kong
- Format : Couleurs - 1,85:1 - Stéréo - 35 mm
- Genre : Policier, drame
- Durée : 98 minutes
- Date de sortie : 18 juillet 1997 (Hong Kong)

## Distribution
- Lau Ching-wan : Inspecteur Pao
- Francis Ng : Mak Kwan
- Amanda Lee : Chung Lai-Hung
- Monica Chan : La femme de Pao
- Chin Kar-lok : Bill
- Peter Yung : Yung
- Jack Kao : The Taiwanese
- Marcus Fox : Ah sang

## Récompenses
- Nomination au prix du meilleur film, meilleur réalisateur, meilleur montage, meilleur acteur (Lau Ching-wan) et meilleur son, lors des Hong Kong Film Awards 1998.
- Prix du meilleur film et du meilleur acteur (Lau Ching-wan), lors des Hong Kong Film Critics Society Awards 1998.

## Sortie vidéo
Full Alert ressort en combo DVD/Blu-ray le 28 juillet 2020 édité par Spectrum Films, avec en complément un commentaire audio de Ringo Lam, une présentation du film par Arnaud Lanuque un portrait de Ringo Lam par Nathalie Bittinger, deux podcasts : Podcast Steroïd et Podcast On Fire: The Director centrés sur le film et sur Ringo Lam, et une bande-annonce.